# El Mulatal
El Mulatal är en ort i Mexiko.   Den ligger i kommunen Villa Comaltitlán och delstaten Chiapas, i den sydöstra delen av landet, 800 km sydost om huvudstaden Mexico City. El Mulatal ligger 25 meter över havet och antalet invånare är 110.
Terrängen runt El Mulatal är platt åt sydväst, men åt nordost är den kuperad. Runt El Mulatal är det ganska tätbefolkat, med 80 invånare per kvadratkilometer. Närmaste större samhälle är Huixtla, 13,4 km öster om El Mulatal. Omgivningarna runt El Mulatal är en mosaik av jordbruksmark och naturlig växtlighet.